# Guntis Džeriņš
Guntis Džeriņš (* 17. Februar 1985 in Madona, Lettische SSR) ist ein lettischer Eishockeyspieler, der seit 2010 beim HK Zemgale in der lettischen Eishockeyliga unter Vertrag steht. Sein Bruder Andris ist ebenfalls ein professioneller Eishockeyspieler.    

## Karriere
Guntis Džeriņš begann seine Karriere als Eishockeyspieler in der Nachwuchsabteilung des HK Prizma Riga, für dessen erste Mannschaft er von 2000 bis 2003 in der lettischen Eishockeyliga, sowie der Division B der East European Hockey League aktiv war. Zudem kam er in der Saison 2002/03 für den HK Vilki Riga in der lettischen Eishockeyliga zum Einsatz. Daraufhin wechselte der Flügelspieler zum HK Riga 2000, mit dem er in drei Jahren drei Mal die Meisterschaft gewann. In diesem Zeitraum stand er für Riga 2000 parallel in der belarussischen Extraliga auf dem Eis.       
Die Saison 2006/07 verbrachte Džeriņš beim SK Riga 20 in Lettland. Anschließend nahm er das Vertragsangebot des MHC Martin an, für den er von 2007 bis 2009 in der slowakischen Extraliga spielte. Dabei erzielte er in 111 Spielen 27 Tore und gab 34 Vorlagen. Auf europäischer Ebene gewann der lettische Nationalspieler mit dem MHC Martin in der Saison 2008/09 den IIHF Continental Cup. Die folgende Spielzeit verpasste er verletzungsbedingt komplett.
Für die Saison 2010/11 erhielt er einen Probevertrag beim neu gegründeten slowakischen Klub HC Lev Poprad aus der Kontinentalen Hockey-Liga, der den Spielbetrieb nicht aufnahm. Außerdem nahm er am Trainingslager von Dinamo Riga teil, wurde aber nicht unter Vertrag genommen. Die Saison 2010/11 begann er beim HK Zemgale.

### International
Für Lettland nahm Džeriņš im Juniorenbereich an den U18-Junioren-B-Weltmeisterschaften 2002 und 2003, sowie den U20-Junioren-B-Weltmeisterschaften 2004 und 2005 teil. Des Weiteren stand er im Aufgebot seines Landes bei den A-Weltmeisterschaften 2007 und 2009, sowie bei der Qualifikation zu den Olympischen Winterspielen 2010 in Vancouver.

## Erfolge und Auszeichnungen
- 2004 Lettischer Meister mit dem HK Riga 2000
- 2005 Lettischer Meister mit dem HK Riga 2000
- 2006 Lettischer Meister mit dem HK Riga 2000
- 2009 IIHF-Continental-Cup-Gewinn mit dem MHC Martin

### International
- 2004 Meiste Vorlagen bei der U20-Junioren-Weltmeisterschaft der Division I
- 2005 Aufstieg in die Top Division bei der U20-Junioren-Weltmeisterschaft der Division I

## Extraliga (Slowakei)-Statistik
(Stand: Ende der Saison 2010/11)